# Δ

Delta en una letra capital del Etymologicum Magnum (1499).

Delta (en mayúscula Δ, en minúscula δ; llamada en griego δέλτα délta /ˈðel.ta/) es la cuarta letra del alfabeto griego. En griego antiguo tenía la pronunciación de una oclusiva alveolar sonora [d] u oclusiva dental sonora, en griego moderno se pronuncia como fricativa dental sonora [ð].
Esta letra desciende de la letra fenicia Daleth, y dio origen a la De latina (Dd), la De cirílica (Дд) y la dalda copta (Ⲇⲇ)
En el sistema de numeración griega tiene un valor de 4 (Δ΄).

## Historia
Delta evolucionó a partir de la letra fenicia 𐤃 (dalet). Su forma triangular puede haberse significado originalmente, una puerta o el extremo de un pez.
Delta aparecía en todos los alfabetos antiguos de la Grecia arcaica. Tenía dos formas básicas en los alfabetos, una triangular y otra más redondeada que se asemejaba a la letra D del alfabeto latino, de la que fue copiada en los alfabetos occidentales. Sin embargo, en algunas inscripciones tenía una forma que recordaba más a la letra lambda actual.

### Nombre
Al comparar el nombre griego de la letra, «delta», con el nombre original semita, «dálet», se aprecia una evidente metátesis: se conserva el orden de las consonantes pero se intercambian las vocales. Esta y otras metátesis similares se aprecian en los nombres de las letras griegas para adaptar los fonemas semíticos a la fonología del griego.
Por su forma, desde la antigüedad el nombre de esta letra sirve para referirse al triángulo de tierra fértil que forma el Nilo en su desembocadura (el delta del Nilo) y por extensión a otros deltas fluviales.

### Variantes epigráficas
En las fuentes epigráficas arcaicas aparecen las siguientes variantes:

## Uso
En griego antiguo, delta representaba una oclusiva alveolar sonora /d/, como D en las palabras españolas dama y onda. 
En griego moderno, su pronunciación es ligeramente diferente y representa una fricativa dental sonora /ð/, como la pronunciación de d en la palabra española oda o el dígrafo inglés th en that. Los griegos diferencian este sonido del anterior y para representar el sonido /d/ en palabras extranjeras se utiliza el dígrafo ντ, por ejemplo Ντινάρ, dinar.
En el sistema de numeración griega tiene un valor de 4 (δʹ).
En virología, en el contexto de la pandemia de COVID-19, la Organización Mundial de la Salud (OMS) designó como una variante de preocupación a Delta, una mutación del SARS-CoV-2, virus que produce la enfermedad del COVID-19, encontrado en octubre de 2020 en India.

### Como símbolo
En matemáticas y ciencias aplicadas, delta es utilizada delante de una variable para indicar un cambio en el valor de esa variable. Usualmente, la letra delta mayúscula (por ejemplo, Δx) es usada para cambios grandes o macroscópicos, mientras que la minúscula (por ejemplo, δx) se emplea para cambios pequeños o microscópicos (infinitesimales). También se usa Δ en matemáticas para referirse al discriminante de un polinomio, o para representar el laplaciano.
En Física se utiliza normalmente para indicar el incremento de una variable, así por ejemplo Δx puede ser x2-x1. Además se puede usar en la ecuación de aceleración media para indicar un incremento de velocidad.
En música contemporánea, se utiliza para cifrar acordes cuatreádicos mayores (que poseen una nota situada a una tercera mayor y otra a una quinta justa de la tónica) con una séptima mayor incluida; también se les denomina acordes maj7 (acordes mayores con séptima mayor).

## Unicode
- Griego

| Carácter      | Δ                          | Δ                          | δ                        | δ                        | ᵟ                           | ᵟ                           | Ⲇ                           | Ⲇ                           | ⲇ                         | ⲇ                         |
| ------------- | -------------------------- | -------------------------- | ------------------------ | ------------------------ | --------------------------- | --------------------------- | --------------------------- | --------------------------- | ------------------------- | ------------------------- |
| Unicode       | GREEK CAPITAL LETTER DELTA | GREEK CAPITAL LETTER DELTA | GREEK SMALL LETTER DELTA | GREEK SMALL LETTER DELTA | MODIFIER LETTER SMALL DELTA | MODIFIER LETTER SMALL DELTA | COPTIC CAPITAL LETTER DALDA | COPTIC CAPITAL LETTER DALDA | COPTIC SMALL LETTER DALDA | COPTIC SMALL LETTER DALDA |
| Codificación  | decimal                    | hex                        | decimal                  | hex                      | decimal                     | hex                         | decimal                     | hex                         | decimal                   | hex                       |
| Unicode       | 916                        | U+0394                     | 948                      | U+03B4                   | 7519                        | U+1D5F                      | 11398                       | U+2C86                      | 11399                     | U+2C87                    |
| UTF-8         | 206 148                    | CE 94                      | 206 180                  | CE B4                    | 225 181 159                 | E1 B5 9F                    | 226 178 134                 | E2 B2 86                    | 226 178 135               | E2 B2 87                  |
| Ref. numérica | &#916;                     | &#x394;                    | &#948;                   | &#x3B4;                  | &#7519;                     | &#x1D5F;                    | &#11398;                    | &#x2C86;                    | &#11399;                  | &#x2C87;                  |
| Ref. entidad  | &Delta;                    | &Delta;                    | &delta;                  | &delta;                  |                             |                             |                             |                             |                           |                           |
| DOS Greek     | 131                        | 83                         | 155                      | 9B                       |                             |                             |                             |                             |                           |                           |
| DOS Greek-2   | 167                        | A7                         | 221                      | DD                       |                             |                             |                             |                             |                           |                           |
| Windows 1253  | 196                        | C4                         | 228                      | E4                       |                             |                             |                             |                             |                           |                           |
| TeX           | \Delta                     | \Delta                     | \delta                   | \delta                   |                             |                             |                             |                             |                           |                           |

- Latino

| Carácter      | ẟ                        | ẟ                        | ƍ                               | ƍ                               |
| ------------- | ------------------------ | ------------------------ | ------------------------------- | ------------------------------- |
| Unicode       | LATIN SMALL LETTER DELTA | LATIN SMALL LETTER DELTA | LATIN SMALL LETTER TURNED DELTA | LATIN SMALL LETTER TURNED DELTA |
| Codificación  | decimal                  | hex                      | decimal                         | hex                             |
| Unicode       | 7839                     | U+1E9F                   | 397                             | U+018D                          |
| UTF-8         | 225 186 159              | E1 BA 9F                 | 198 141                         | C6 8D                           |
| Ref. numérica | &#7839;                  | &#x1E9F;                 | &#397;                          | &#x18D;                         |

- Matemáticas

| Carácter      | ∆           | ∆         | ∇           | ∇        | ≜              | ≜              | ⍋                                 | ⍋                                 | ⍍                                | ⍍                                | ⍙                                    | ⍙                                    |
| ------------- | ----------- | --------- | ----------- | -------- | -------------- | -------------- | --------------------------------- | --------------------------------- | -------------------------------- | -------------------------------- | ------------------------------------ | ------------------------------------ |
| Unicode       | INCREMENT   | INCREMENT | NABLA       | NABLA    | DELTA EQUAL TO | DELTA EQUAL TO | APL FUNCTIONAL SYMBOL DELTA STILE | APL FUNCTIONAL SYMBOL DELTA STILE | APL FUNCTIONAL SYMBOL QUAD DELTA | APL FUNCTIONAL SYMBOL QUAD DELTA | APL FUNCTIONAL SYMBOL DELTA UNDERBAR | APL FUNCTIONAL SYMBOL DELTA UNDERBAR |
| Codificación  | decimal     | hex       | decimal     | hex      | decimal        | hex            | decimal                           | hex                               | decimal                          | hex                              | decimal                              | hex                                  |
| Unicode       | 8710        | U+2206    | 8711        | U+2207   | 8796           | U+225C         | 9035                              | U+234B                            | 9037                             | U+234D                           | 9049                                 | U+2359                               |
| UTF-8         | 226 136 134 | E2 88 86  | 226 136 135 | E2 88 87 | 226 137 156    | E2 89 9C       | 226 141 139                       | E2 8D 8B                          | 226 141 141                      | E2 8D 8D                         | 226 141 153                          | E2 8D 99                             |
| Ref. numérica | &#8710;     | &#x2206;  | &#8711;     | &#x2207; | &#8796;        | &#x225C;       | &#9035;                           | &#x234B;                          | &#9037;                          | &#x234D;                         | &#9049;                              | &#x2359;                             |
| Ref. entidad  |             |           | &nabla;     | &nabla;  |                |                |                                   |                                   |                                  |                                  |                                      |                                      |

| Carácter      | 𝚫                               | 𝚫                               | 𝛅                             | 𝛅                             | 𝛥                                 | 𝛥                                 | 𝛿                               | 𝛿                               | 𝜟                                      | 𝜟                                      | 𝜹                                    | 𝜹                                    |
| ------------- | ------------------------------- | ------------------------------- | ----------------------------- | ----------------------------- | --------------------------------- | --------------------------------- | ------------------------------- | ------------------------------- | -------------------------------------- | -------------------------------------- | ------------------------------------ | ------------------------------------ |
| Unicode       | MATHEMATICAL BOLD CAPITAL DELTA | MATHEMATICAL BOLD CAPITAL DELTA | MATHEMATICAL BOLD SMALL DELTA | MATHEMATICAL BOLD SMALL DELTA | MATHEMATICAL ITALIC CAPITAL DELTA | MATHEMATICAL ITALIC CAPITAL DELTA | MATHEMATICAL ITALIC SMALL DELTA | MATHEMATICAL ITALIC SMALL DELTA | MATHEMATICAL BOLD ITALIC CAPITAL DELTA | MATHEMATICAL BOLD ITALIC CAPITAL DELTA | MATHEMATICAL BOLD ITALIC SMALL DELTA | MATHEMATICAL BOLD ITALIC SMALL DELTA |
| Codificación  | decimal                         | hex                             | decimal                       | hex                           | decimal                           | hex                               | decimal                         | hex                             | decimal                                | hex                                    | decimal                              | hex                                  |
| Unicode       | 120491                          | U+1D6AB                         | 120517                        | U+1D6C5                       | 120549                            | U+1D6E5                           | 120575                          | U+1D6FF                         | 120607                                 | U+1D71F                                | 120633                               | U+1D739                              |
| UTF-8         | 240 157 154 171                 | F0 9D 9A AB                     | 240 157 155 133               | F0 9D 9B 85                   | 240 157 155 165                   | F0 9D 9B A5                       | 240 157 155 191                 | F0 9D 9B BF                     | 240 157 156 159                        | F0 9D 9C 9F                            | 240 157 156 185                      | F0 9D 9C B9                          |
| Ref. numérica | &#120491;                       | &#x1D6AB;                       | &#120517;                     | &#x1D6C5;                     | &#120549;                         | &#x1D6E5;                         | &#120575;                       | &#x1D6FF;                       | &#120607;                              | &#x1D71F;                              | &#120633;                            | &#x1D739;                            |

| Carácter      | 𝝙                                          | 𝝙                                          | 𝝳                                        | 𝝳                                        | 𝞓                                                 | 𝞓                                                 | 𝞭                                               | 𝞭                                               |
| ------------- | ------------------------------------------ | ------------------------------------------ | ---------------------------------------- | ---------------------------------------- | ------------------------------------------------- | ------------------------------------------------- | ----------------------------------------------- | ----------------------------------------------- |
| Unicode       | MATHEMATICAL SANS-SERIF BOLD CAPITAL DELTA | MATHEMATICAL SANS-SERIF BOLD CAPITAL DELTA | MATHEMATICAL SANS-SERIF BOLD SMALL DELTA | MATHEMATICAL SANS-SERIF BOLD SMALL DELTA | MATHEMATICAL SANS-SERIF BOLD ITALIC CAPITAL DELTA | MATHEMATICAL SANS-SERIF BOLD ITALIC CAPITAL DELTA | MATHEMATICAL SANS-SERIF BOLD ITALIC SMALL DELTA | MATHEMATICAL SANS-SERIF BOLD ITALIC SMALL DELTA |
| Codificación  | decimal                                    | hex                                        | decimal                                  | hex                                      | decimal                                           | hex                                               | decimal                                         | hex                                             |
| Unicode       | 120665                                     | U+1D759                                    | 120691                                   | U+1D773                                  | 120723                                            | U+1D793                                           | 120749                                          | U+1D7AD                                         |
| UTF-8         | 240 157 157 153                            | F0 9D 9D 99                                | 240 157 157 179                          | F0 9D 9D B3                              | 240 157 158 147                                   | F0 9D 9E 93                                       | 240 157 158 173                                 | F0 9D 9E AD                                     |
| Ref. numérica | &#120665;                                  | &#x1D759;                                  | &#120691;                                | &#x1D773;                                | &#120723;                                         | &#x1D793;                                         | &#120749;                                       | &#x1D7AD;                                       |